# Monte Trigo
Monte Trigo est un village du Cap-Vert sur l'île de Santo Antão.

## Pêche à Tarrafal de Monte Trigo

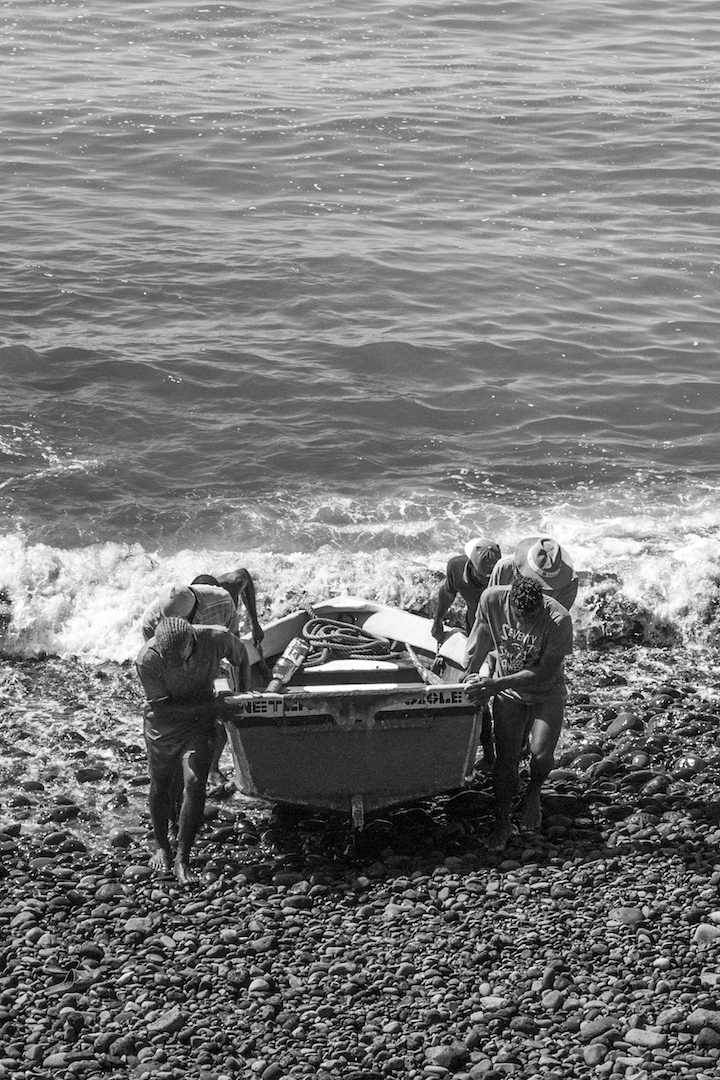
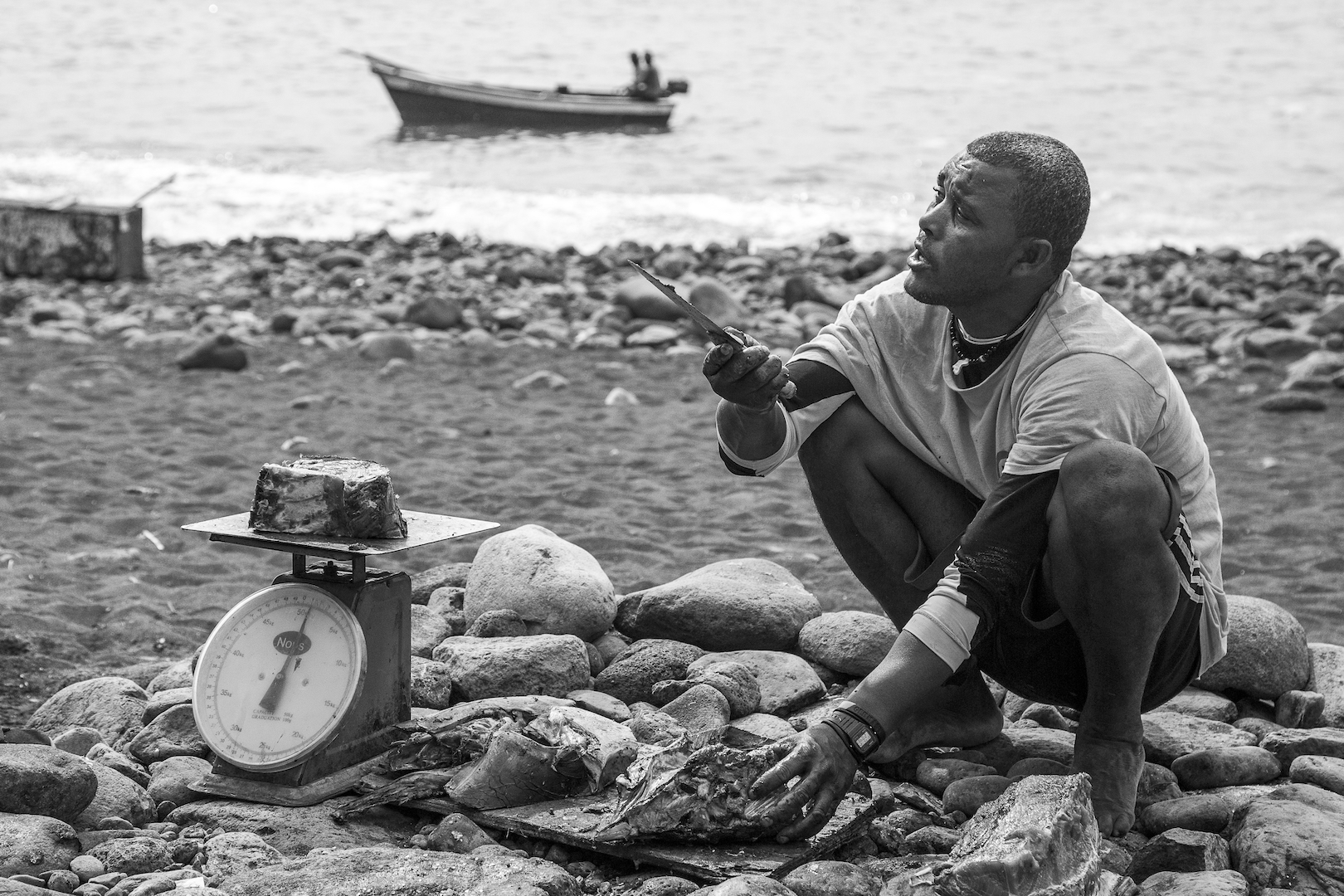
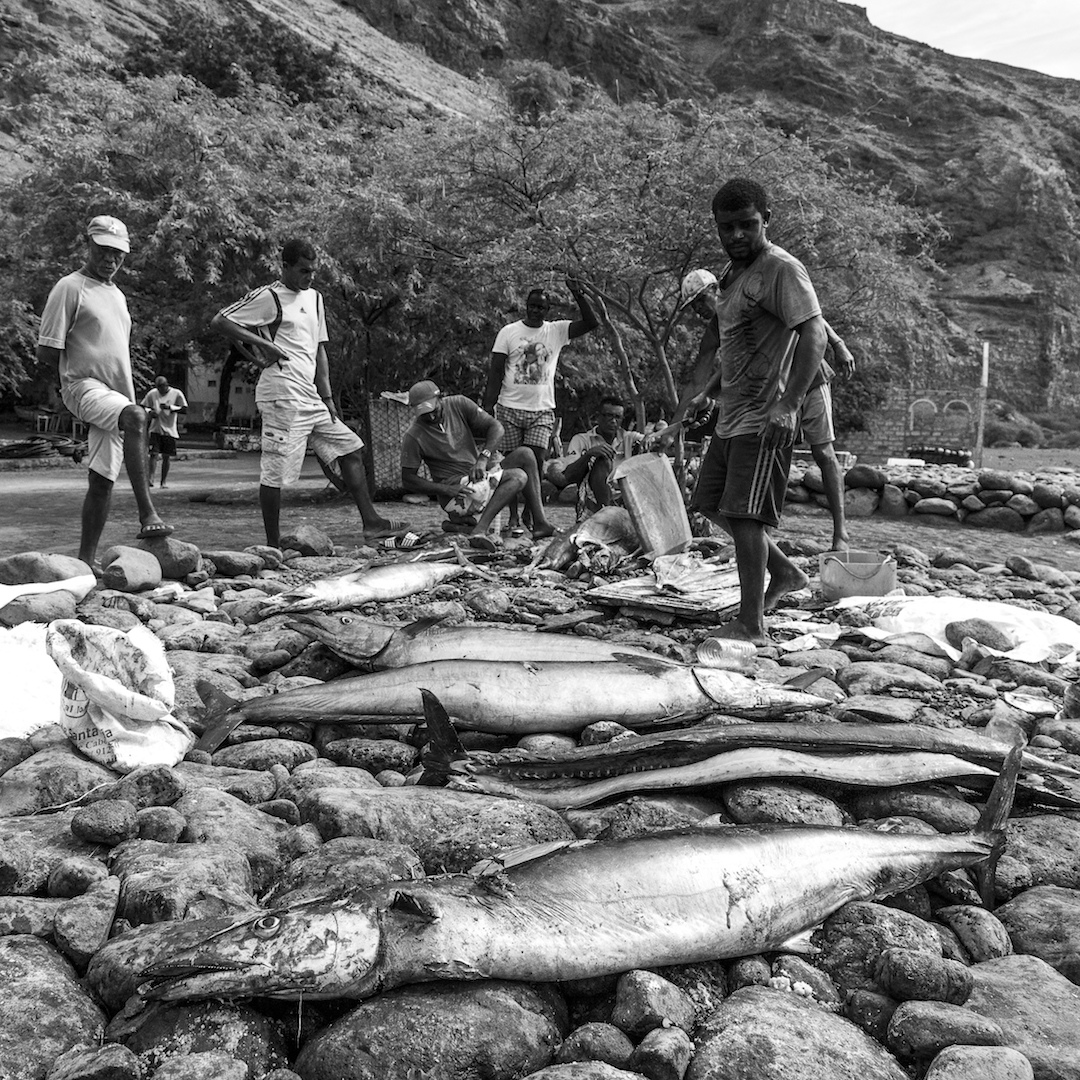
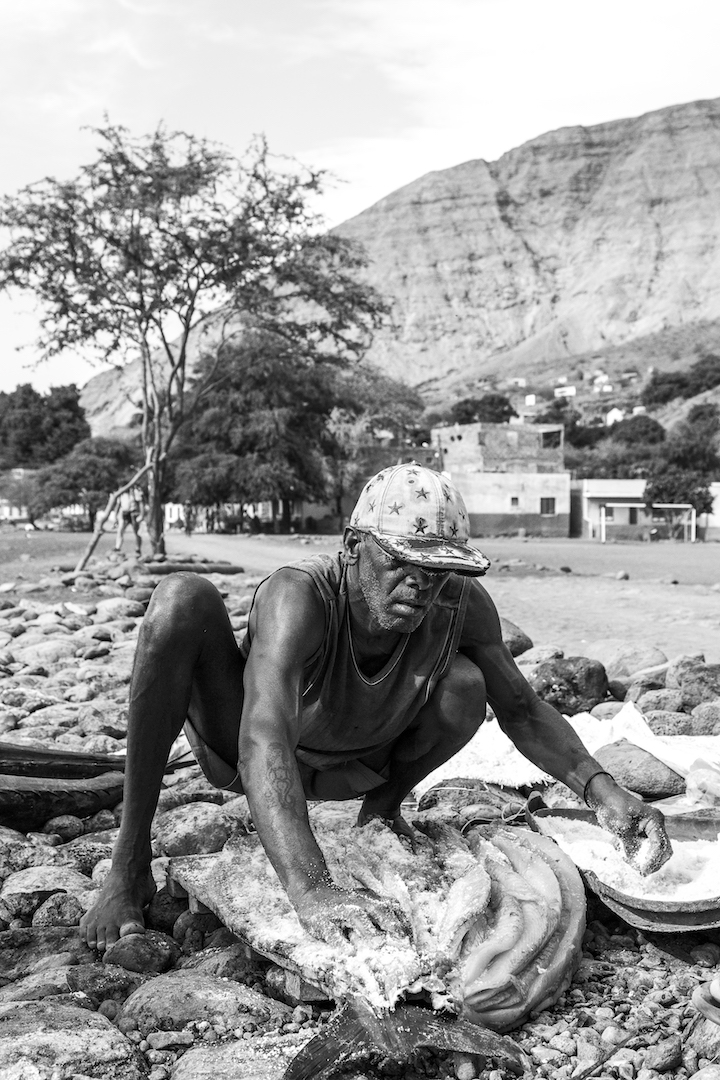
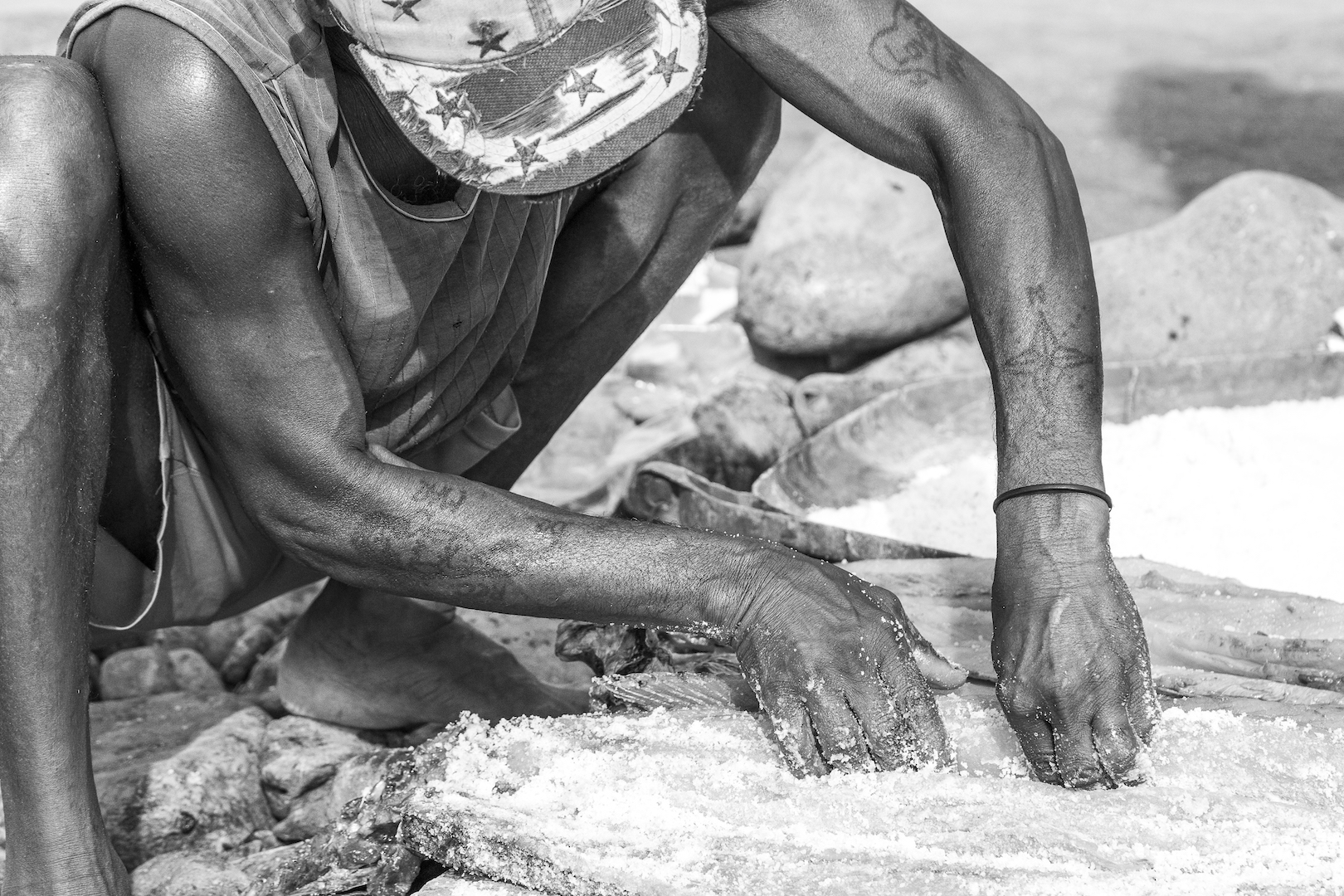